# Blaja, Satu Mare
Blaja (în maghiară Tasnádbalázsháza) este un sat ce aparține orașului Tășnad din județul Satu Mare, Transilvania, România. Acest sat este renumit pentru frumusețea  sa și pentru oamenii muncitori.

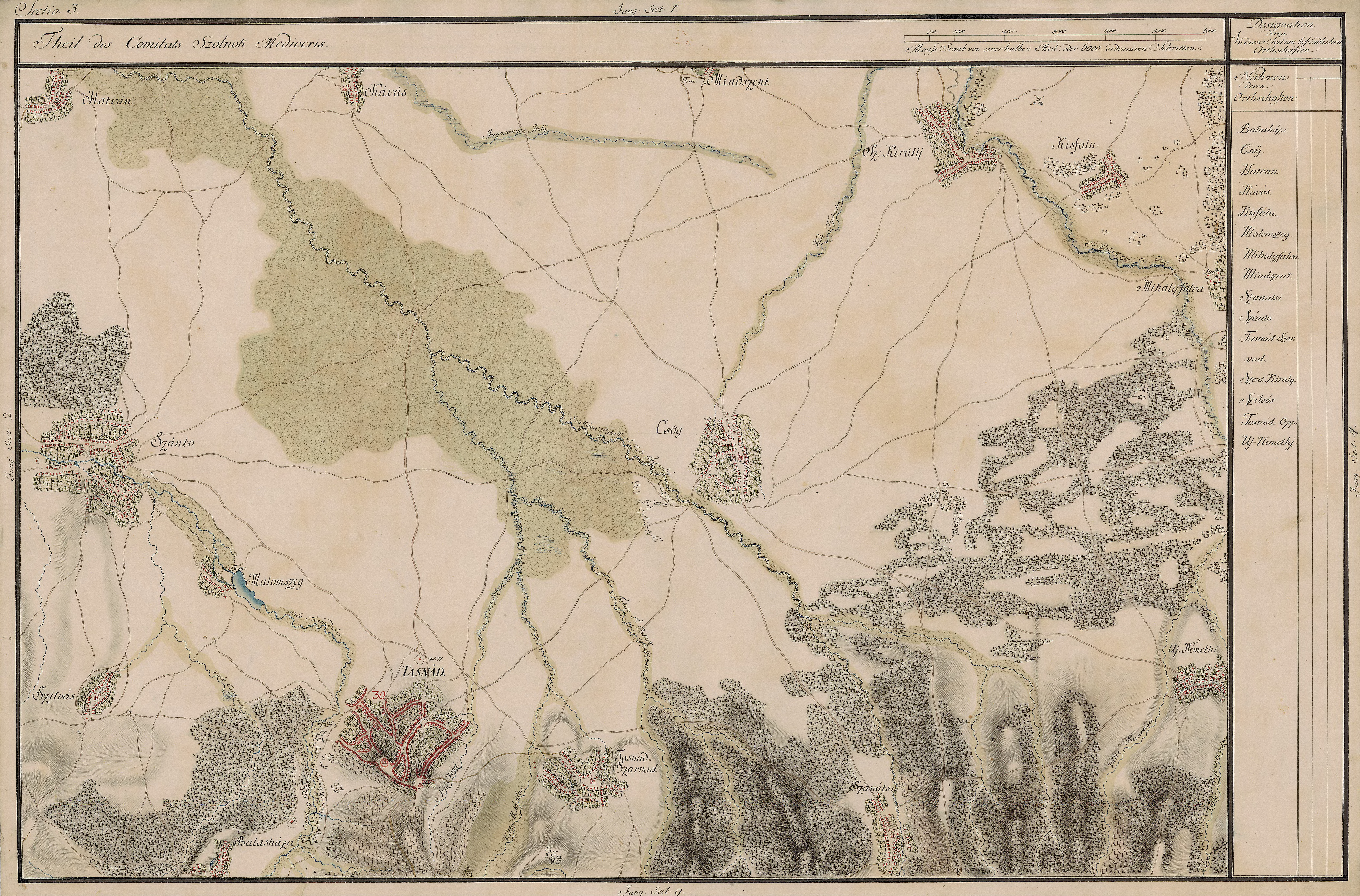
Blaja în Harta Iosefină a Transilvaniei

## Personalități
- Teodor Mureșan (1868 - 1921), deputat în Marea Adunare Națională de la Alba Iulia 1918

 Acest articol despre o localitate din județul Satu Mare este deocamdată un ciot. Puteți ajuta Wikipedia prin completarea lui.